# Tuskegee

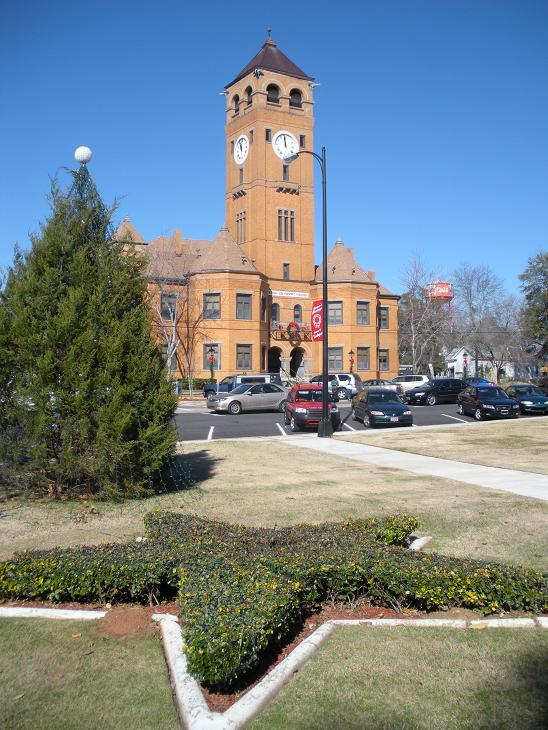
sad v Tuskegee

Tuskegee je město ve státě Alabama (USA). V roce 2005 populace města přesáhla 11 590 osob. 20. června 1949 se zde narodil americký zpěvák Lionel Richie.
Jeho rozloha činí celkově 40,7 km², z nichž 1,53% je voda.
Byli zde vycvičeni první bojoví piloti černé pleti, sloužící v americkém vojenském letectvu, během 2. světové války. Nasazeni v boji byli v severní Africe a Evropě. Létali u 332. stíhací skupiny.